# 夏目佳奈
夏目 佳奈（なつめ かな、1987年6月6日 - ）は、日本のタレント、レースクイーンである。愛知県出身。愛知学院大学卒業。
ローカルタレントとして活動していた当時はマッシモに所属していたが、2009年スカイコーポレーションに移籍。しかし現在は芸能活動を行っていない。

## 人物
- 趣味はアロマキャンドルを集めること、手話。
- 得意なスポーツはテニス。
- キャッチコピーは「愛に飢えるウルフガール」。

## 出演

### テレビ番組
- 板東英二の虹スタ! （テレビ愛知）
- TA☆RO（中京テレビ）
- ウキ→ビジュ（中京テレビ）
- ノブナガ（CBCテレビ）

### CM
- 名古屋グランパスエイト

## レースクイーン
- 全日本ロードレース選手権 Motomapガール（2007年）
- オートバックス SUPER GTシリーズ ポッカギャルズ（2008年）